# Högtryck (musikgrupp)
Högtryck är ett dansband från Åland som spelar svensk dansbandsmusik. Gruppen bildades hösten 1992 av Marcus Nordberg och Johan Lindholm. Ramona Nordberg blev solist 1998 och Kai Spoof trummis i bandet under 2001. 17 november 2006 släpptes deras första album "Här och nu" Bandet har tävlat i "Stjärnbandet", "Guldmicken" och "Melodirazzian". Låten "Brevet" låg närmare 50 veckor på Vegatoppen. Deras andra album, Min stund på jorden släpptes 2013. Låten "Min stund på jorden" hamnade på första plats på "Danslistan" efter 15 veckor på listan. I november år 2023 kom albumet "Längtar hem" ut. År 2025 består bandet av: Johan Lindholm, Marcus Nordberg, Ramona Nordberg samt Randolf Reymers. Niklas Dahlblom vikarierar emellanåt på trummor. 

## Diskografi

### Album
| Titel               | Utgivning |
| ------------------- | --------- |
| Här och nu          | 2006      |
| Min stund på jorden | 2013      |
| Längtar hem         | 2023      |